# Eratoneura trautmanae
Eratoneura trautmanae är en insektsart som först beskrevs av Knull 1945.  Eratoneura trautmanae ingår i släktet Eratoneura och familjen dvärgstritar. Inga underarter finns listade i Catalogue of Life.